# صموئيل دبليو. ألدرسون
صموئيل دبليو. ألدرسون (بالإنجليزية: Samuel W. Alderson)‏ هو مخترِع أمريكي، ولد في 21 أكتوبر 1914 في كليفلاند في الولايات المتحدة، وتوفي في 11 فبراير 2005 في مارينا دل راي، كاليفورنيا في الولايات المتحدة بسبب سرطان.